# Last Mountain Valley No. 250 (Saskatchewan)
Last Mountain Valley è una municipalità rurale della provincia canadese del Saskatchewan, nella Divisione N.11. Fa parte della SARM Division No. 5.
Secondo il censimento del 2024, Last Mountain Valley ha 387 abitanti.

## Geografia

### Località
Le seguenti località rientrano nel territorio della municipalità rurale di Last Mountain Valley:
- Arlington Beach
- Cymric

## Storia
Il 13 dicembre del 1909, Last Mountain Valley è stato incorporato come municipalità rurale.

## Monumenti e luoghi di interesse

### Aree naturali
Il Last Mountain Regional Park (51.3514°N 105.2172°W) è un parco regionale situato nell'estremità settentrionale del Last Mountain Lake. Fondato nel 1963, ed è uno dei parchi più antichi del Saskatchewan. Il parco offre campeggi stagionali e giornalieri, ed è noto per la pesca e sport acquatici.